# ダルラン・ソウザ
ダルラン・フェへイラ・ソウザ（Darlan Ferreira Souza, 2002年6月24日 - ）は、ブラジルの男子バレーボール選手である。ブラジル代表。

## 来歴
リオデジャネイロ出身。
2017年にフルミネンセFCのユース部門でキャリアを始め、2018年にサンパウロに移りSESIサンパウロのユースに所属。翌年トップチームに昇格した。
2022年にブラジル代表に初選出。ネーションズリーグに出場した。同年には世界選手権にも出場し、銅メダルを獲得した。
2024年4月1日、スーパーリーガ準々決勝の第1戦で、チームは敗れたものの41得点を記録。フランコ・パエセの40得点の記録を更新した。さらに4月13日の準決勝第1戦では48得点を記録し、自らの記録を12日で更新した。

## 人物
- ブラジル代表のアラン・ソウザは兄である。
- 日本のアニメファンである。
  - サーブを打つ前のルーティンとして、NARUTOの「火遁の術」の動作を行う[5][6]。
  - 右手甲に呪術廻戦の両面宿儺、右腕の上腕に鬼滅の刃の煉獄杏寿郎、前腕にNARUTOの角都のイラストとハイキュー!!の稲荷崎高校の横断幕に用いられている「思い出なんかいらん」の文字をタトゥーとして入れている[5][7]。

## 球歴
- ブラジル代表（2022年-）
  - オリンピック - 2024年
  - 世界選手権 - 2022年
  - ネーションズリーグ - 2022年、2024年

## 受賞歴
- 2018年 - U-19南米選手権 MVP
- 2023年 - パンアメリカンカップ ベストオポジット、ベストサーバー
- 2023年 - パンアメリカン競技大会 ベストオポジット、ベストサーバー
- 2024年 - スーパーリーガ MVP、ベストオポジット

## 所属チーム
- フルミネンセFC（2017-2018年）
- SESIサンパウロ（ポルトガル語版）（2018年-）